# Евсебий (консул 489 г.)
Флавий Евсебий (на латински: Flavius Eusebius) е политик на Източната Римска империя от 5 век.
През 489 г. той е консул заедно с Петроний Пробин. За втори път е консул през 493 г. Колега му е Флавий Албин. Между 492 и 497 г. той е magister officiorum.